# Baroh (Pidie)
Baroh is een bestuurslaag in het regentschap Pidie van de provincie Atjeh, Indonesië. Baroh telt 820 inwoners (volkstelling 2010).